# Arno Steffenhagen
Arno Steffenhagen (Berlijn, 24 september 1949) is een voormalig West-Duits voetballer. Hij kwam samen met Zoltán Varga naar Ajax en was net als Varga voorheen geschorst in het zogenaamde Bundesliga-schandaal. Steffenhagen speelde zowel op het middenveld als op de vleugels. Hij werd een publiekslieveling in Amsterdam alvorens te vertrekken naar Hamburger SV, waarna hij in Noord-Amerika zijn carrière voortzette en ten slotte afsloot. Steffenhagen is sindsdien in de Verenigde Staten blijven wonen.
Verder is hij eenmalig international van West-Duitsland.

## Erelijst
| Competitie                   |        |         |      |      |
| Competitie                   | Aantal | Jaren   |      |      |
| Ajax                         | Ajax   | Ajax    | Ajax | Ajax |
| ---------------------------- | ------ | ------- | ---- | ---- |
| Europese Supercup            | 1x     | 1973    |      |      |
| HSV                          |        |         |      |      |
| Europacup II                 | 1x     | 1976/77 |      |      |
| Chicago Sting                |        |         |      |      |
| North American Soccer League | 1x     | 1981    |      |      |